# Ланчи, Бальдассаре
Бальдассаре Ланчи (итал. Baldassarre Lanci, Baldassare da Urbino Lancia, 1510, Урбино — 1571, Флоренция) — итальянский архитектор, изобретатель, сценограф и мастер перспективы эпохи Возрождения. Родился в Урбино и большую часть своей жизни провёл в Тоскане.

## Биография
Известно, что с 1546 года в течение десяти лет Ланчи работал в Лукке на строительстве городских укреплений. Его успехи в качестве инженера-строителя стали причиной поручения Папы Пия IV: обследование городских стен Рима и бастионов в Анконе, Чивитавеккья и Остии.

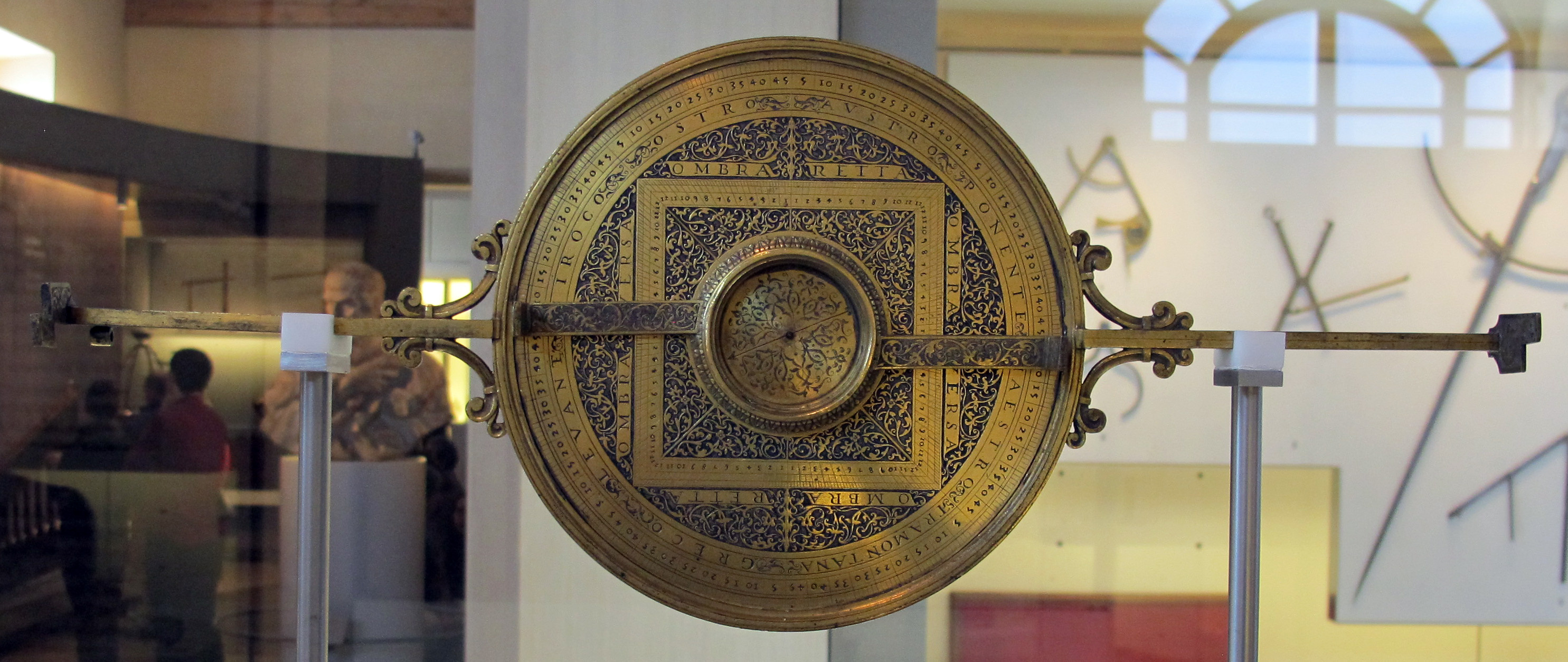
Геодезический прибор Б. Ланчи. Флоренция, Музей Галилея

С 1557 года Бальдассаре Ланчи работал почти исключительно на великого герцога Тосканы Козимо I Медичи. После аннексии сиенских владений Козимо намеревался укрепить безопасность своих границ и побережий за счет строительства новых крепостей и дорог. Ланчи строил городские укрепления и гидротехнические сооружения в Сиене, Гроссето, Ливорно и на Мальте, возводил храмы и палаццо, мосты и башни. Он также создавал театральные декорации и сценические машины для роскошных театральных представлений, которыми славился двор Медичи.

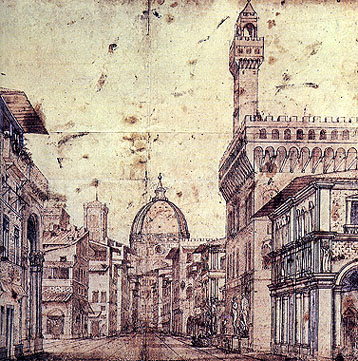
Б. Ланчи. Перспективный вид Флоренции с Палаццо Веккьо и куполом собора Санта-Мария-дель-Фьоре, сделанный с использованием прибора «distanziometro»

Одним из инженерных достижений Ланчи было изобретение в 1567 году геодезического прибора для получения перспективных изображений с полем зрения 180°. Инструмент, который он назвал «измеритель расстояния» (distanziometro), был сделан из круглой бронзовой пластины, установленной на горизонтальном треножнике, с окуляром. Специальная игла делала отметки на бумаге для точной перспективной проекции наблюдаемого объекта.
Не справляясь с обилием работ, Бальдассаре привлекал в качестве помощника своего сына Марино. Бальдассаре Ланчи скончался во Флоренции в декабре 1571 года.